# Werauhia picta
Werauhia picta là một loài thuộc chi Werauhia. Đây là loài bản địa của Costa Rica.